# Алектан
«Алектан» — женский футбольный клуб из Москвы.

## Прежние названия
- 1987—1989 — «МГУ»
- 1990—1995 — «Университет»
- с 1996 — «Алектан»

## История
7 ноября 1987 года официальная дата создания футбольной команды. Клуб начал свою историю с женской футбольной секции Спортклуба Московского государственного университета.
В 1992 году команда в 1/16 финала проиграла команде «Русь» со счетом 0:17 и
Московский государственный университет отказался финансировать команду, после чего команда снялась с Чемпионата. Денежные средства были найдены к следующему сезону.
В 1995 году клуб вновь не нашел средства на участие в чемпионате и сменил название на «Алектан». Название сложено из начала имён основателей команды Александра Живолупова и первого капитана Татьяны Красюк.
В 2007 году планировалось участие в Первом дивизионе Чемпионата России и Кубке России, но команда отказалась от участия.
После окончания выступления в Чемпионатах России «Алектан» продолжала играть в пляжный, мини-футбол, футбол 8х8 и в Любительской футбольной лиге Москвы.

## Достижения

### Титульные
Высшая лига ВДФСОП
- 19-е место — 1989

Высшая лига СССР
- 12-е место (на зональном этапе) — 1990

Первая лига СССР
- 8-е место (на зональном этапе) — 1991

Вторая лига
- 4-е место (на зональном этапе) — 1993

Первый дивизион
- 4-е место (на зональном этапе) — 2018

Кубок России
- 1/8 финала — 2007 (снялся)

Чемпионат России по футзалу
- Серебряный призер — 2015
- Бронзовый призер — 2012

Кубок России по футзалу
- Финалист (2) — 2012, 2013

Первая лига по мини-футболу
- 2-е место — 1996/1997

### Матчевые
самые крупные победы
- 5:0 над «Орехово» во Второй лиге в 1993 году
- 8:0 над «Жемчужиной-УНЦ» в Кубке в 1992 году

самые крупные поражения
- 1:7 от «Руси», 0:6 от «Юности России» и «Казани» во Второй лиге в 1994 году
- 0:17 от «Рязани-ВДВ-2» в Первом дивизионе в 2018 году
- 0:17 от «Руси» в Кубке в 1992 году

## Статистика выступлений (Футбол)
без учёта мячей забитых в сериях послематчевых пенальти
с учётом технических результатов

| Сезон                              | Клуб                               | Чемпионат ВДФСОП                   | Чемпионат ВДФСОП                       | Чемпионат ВДФСОП                   | Чемпионат ВДФСОП | Чемпионат ВДФСОП | Чемпионат ВДФСОП | Чемпионат ВДФСОП | Чемпионат ВДФСОП | Чемпионат ВДФСОП | Чемпионат ВДФСОП | Чемпионат ВДФСОП | Кубок         | Источники    |
| Сезон                              | Клуб                               | Лига/Дивизион                      | Этап                                   | Место                              | И                | В                | Н                | П                | МЗ               | МП               | РМ               | О                | Кубок         | Источники    |
| ---------------------------------- | ---------------------------------- | ---------------------------------- | -------------------------------------- | ---------------------------------- | ---------------- | ---------------- | ---------------- | ---------------- | ---------------- | ---------------- | ---------------- | ---------------- | ------------- | ------------ |
| 1989                               | МГУ                                | Высшая лига                        | Третья зона                            | 8 из 10                            | 18               | 4                | 4                | 10               | 16               | 29               | -13              | 12               | не проводился | [ 6 ]        |
| 1989                               | МГУ                                | Высшая лига                        | Турнир за 19 место                     | 19 из 30                           | 6                | 3                | 1                | 2                | 9                | 7                | +2               | 7                | не проводился | [ 6 ]        |
| 1989                               | МГУ                                | Высшая лига                        | Высшая лига ВДФСОП 1989 (Итог)         | 19 из 30                           | 24               | 7                | 5                | 12               | 25               | 36               | -11              | 19               | не проводился | [ 6 ]        |
|                                    |                                    | Чемпионат СССР                     |                                        |                                    |                  |                  |                  |                  |                  |                  |                  |                  |               |              |
| 1990                               | Университет                        | Высшая лига                        | Вторая зона                            | 12 из 12                           | 22               | 0                | 6                | 16               | 9                | 48               | -39              | 6                | не проводился | [ 6 ] [ 7 ]  |
| 1991                               | Университет                        | Первая лига                        | Первая зона                            | 8 из 8                             | 14               | 0                | 0                | 14               | 3                | 49               | -46              | 0                | не участвовал | [ 6 ] [ 8 ]  |
|                                    |                                    | Чемпионат России                   |                                        |                                    |                  |                  |                  |                  |                  |                  |                  |                  |               |              |
| 1992                               | Университет                        | Вторая лига                        | Западная зона                          | снялся                             | —                | —                | —                | —                | —                | —                | —                | —                | 1/16 финала   | [ 6 ] [ 9 ]  |
| 1993                               | Университет                        | Вторая лига                        | Западная зона                          | 4 из 8                             | 14               | 6                | 2                | 6                | 20               | 11               | +9               | 14               | не участвовал | [ 6 ] [ 10 ] |
| 1994                               | Университет                        | Вторая лига                        | Западная зона                          | 9 из 9                             | 16               | 1                | 0                | 15               | 11               | 52               | -41              | 1                | 1ОТ           | [ 11 ]       |
|                                    |                                    |                                    |                                        |                                    |                  |                  |                  |                  |                  |                  |                  |                  |               |              |
| 2007                               | Алектан                            | —                                  | —                                      | —                                  | —                | —                | —                | —                | —                | —                | —                | —                | ⅛ финала      | [ 3 ]        |
|                                    |                                    |                                    |                                        |                                    |                  |                  |                  |                  |                  |                  |                  |                  |               |              |
| 2018                               | Алектан                            | Первый дивизион                    | Предварительный этап, Группа А (Запад) | 4 из 4                             | 6                | 0                | 0                | 6                | 0                | 43               | -43              | 0                | 1ОТ           | [ 12 ]       |
| Итого Высшая лига ВДФСОП (1 сезон) | Итого Высшая лига ВДФСОП (1 сезон) | Итого Высшая лига ВДФСОП (1 сезон) | Итого Высшая лига ВДФСОП (1 сезон)     | Итого Высшая лига ВДФСОП (1 сезон) | 24               | 7                | 5                | 12               | 25               | 36               | -11              |                  |               |              |
| Итого Высшая лига СССР (1 сезон)   | Итого Высшая лига СССР (1 сезон)   | Итого Высшая лига СССР (1 сезон)   | Итого Высшая лига СССР (1 сезон)       | Итого Высшая лига СССР (1 сезон)   | 22               | 0                | 6                | 16               | 9                | 48               | -39              |                  |               |              |
| Итого Первая лига СССР (1 сезон)   | Итого Первая лига СССР (1 сезон)   | Итого Первая лига СССР (1 сезон)   | Итого Первая лига СССР (1 сезон)       | Итого Первая лига СССР (1 сезон)   | 14               | 0                | 0                | 14               | 3                | 49               | -46              |                  |               |              |
| Итого Вторая лига (3 сезона)       | Итого Вторая лига (3 сезона)       | Итого Вторая лига (3 сезона)       | Итого Вторая лига (3 сезона)           | Итого Вторая лига (3 сезона)       | 30               | 7                | 2                | 21               | 31               | 63               | -32              |                  |               |              |
| Итого Первый дивизион (1 сезон)    | Итого Первый дивизион (1 сезон)    | Итого Первый дивизион (1 сезон)    | Итого Первый дивизион (1 сезон)        | Итого Первый дивизион (1 сезон)    | 6                | 0                | 0                | 6                | 0                | 43               | -43              |                  |               |              |
| Всего                              | Всего                              | Всего                              | Всего                                  | Всего                              | 96               | 14               | 13               | 69               | 68               | 239              | -171             |                  |               |              |

1. 1 2 3 4 5  в сезонах 1989—1994 очки начислялись таким образом: 2 очка за победу, 1 за ничью и 0 за поражение
2. ↑  в сезоне 1992 «Университет» в связи с финансовыми трудностями снялся с чемпионата после половины сезона, результаты матчей аннулированы
3. ↑  после сезона 1994 «Университет» перешел в Чемпионат России по мини-футболу 1994/95
4. ↑  в сезоне 1994 с «Университета» было снято 1 очко за неявку на матч с «Кубаночкой»

### Кубок России
без учёта мячей забитых в сериях послематчевых пенальти
без учёта технических результатов

| Сезон             | Кубок России | Кубок России | Кубок России | Кубок России | Кубок России | Кубок России | Кубок России | Кубок России |
| Сезон             | И            | В            | Н            | П            | МЗ           | МП           | РМ           | Итог         |
| ----------------- | ------------ | ------------ | ------------ | ------------ | ------------ | ------------ | ------------ | ------------ |
| 1992              | 3            | 2            | 0            | 1            | 11           | 18           | -7           | 1/16 финала  |
| 1994              | 1            | 0            | 0            | 1            | 0            | 1            | -1           | 1ОТ          |
| 2007              | —            | —            | —            | —            | —            | —            | —            | ⅛ финала     |
| 2018              | 1            | 0            | 0            | 1            | 0            | 6            | -6           | 1ОТ          |
| Итого за 4 сезона | 5            | 2            | 0            | 3            | 11           | 25           | -14          |              |

1. ↑  в сезоне 1994 «Университет» снялся после первого матча первого отборочного этапа с вологодской «Вологжанкой»
2. ↑  снялся